# Wayne Stevenson
Wayne Lewis Stevenson (später Wayne Lewis; * 17. Mai 1949) ist ein amerikanischer Soul-Musiker und Labelbetreiber.
Wayne Stevenson war Absolvent der Freemont Highschool, als er ein Sportstipendium an der California State University erhielt. Zudem spielte er Keyboard und sang in einer Band namens „Wayne Stevenson & the College Boys From Watts Plus One“. Ruth Stratchborneo von Tide Records buchte die Band für eine Aufnahme des Titels Twinkie Lee, den 1960 bereits der Star des Labels Larry Bright vertragswidrigerweise für Rendezvous Records aufgenommen hatte und den Stratchborneo, erfolgreich eingeklagt, an Highland Records weitergegeben hatte. Die Band, bestehend aus Stevenson, Douglas Brooks am Bass, Ronald Oliney am Schlagzeug und Grover Goosby an der Gitarre nahm den Song im Wohnzimmer auf, was im Sound eine Live-Atmosphäre anklingen lässt. Tide 2700 war die einzige Veröffentlichung der Band, die unter dem Management von Louis Cole vor allem auf Abschlussbällen spielte.
Erst einige Jahre später konnte Stevenson mit I Just Can’t Live Without Your Love eine zweite Single veröffentlichen, diesmal für Essar Records. Danach übernahm er seinen Mittelnamen zum Nachnamen und gründete Anfang der 1990er Jahre ein eigenes Label Swooper Records. Der bekannteste Künstler im Roster war Billy Davis Jr., dessen Solokarriere nach den Erfolgen mit The Fifth Dimension wiederbelebt werden sollte. Zudem schrieb er weiterhin Songs, die er auch in Filmen platzieren konnte. Mit China Rain, Don’t Cheat Yourself, Heaven with Kevin, Hump the Rump, It’s Me against Me and not You, Love Call, Rhythm Night, Sex Maniac, Sprung, Veda’s Theme und West Coast Flava führt ihn die BMI mit elf Titeln als Autor.

## Diskographie
- 1968 – That’s Why I Love You / Twinkie-Lee, Tide 2700
- 1976 – I Just Can’t Live Without Your Love / Your Love Is Gone, Essar 7604